# هارولد إي. مارتن
هارولد إي. مارتن (بالإنجليزية: Harold E. Martin)‏ هو مربي ماشية وصحفي أمريكي، ولد في 4 أكتوبر 1923، وتوفي في 4 يوليو 2007 بسبب مرض آلزهايمر.